# الدب العظيم
الدب العظيم (بالدنماركية: Den kæmpestore bjørn) هو فيلم مغامرات رسوم متحركة دنماركي عام 2011 من إخراج إيسبن توفت ياكوبسن.

## وصلات خارجية
- الدب العظيم على موقع IMDb (الإنجليزية)
- الدب العظيم على موقع روتن توميتوز (الإنجليزية)
- الدب العظيم على موقع قاعدة بيانات الأفلام العربية
- الدب العظيم على موقع ألو سيني (الفرنسية)
- الدب العظيم على موقع أول موفي (الإنجليزية)
- الدب العظيم على موقع فيلمافينيتي (الإسبانية)
- الدب العظيم على موقع قاعدة بيانات الأفلام السويدية (السويدية)
- الدب العظيم على موقع قاعدة بيانات الفيلم (الإنجليزية)
- الدب العظيم على موقع ليتربوكسد (الإنجليزية)
- الدب العظيم على موقع كينوبويسك (الروسية)